# Coelioxys quechua
Coelioxys quechua is een vliesvleugelig insect uit de familie Megachilidae. De wetenschappelijke naam van de soort is voor het eerst geldig gepubliceerd in 1993 door Toro & Fritz.